# Kugler Mihály
Kugler Mihály (Sopron, 1845. július 31. – Budapest, 1925. augusztus 23.) mérnök, magyar államvasúti felügyelő, Kugler Henrik cukrász és Kugler Pál Ferenc szobrász testvéröccse.

## Élete
A pesti IV. kerületi főreáliskolában és 1864-ről a királyi József-ipartanodában tanult, majd a zürichi műegyetemre ment. A magyar államvasutak szolgálatába állott és 1873-ban a forgalmi osztályba lépett át; 1875-től Budapesten, 1878-től 1881-ig Kolozsvárt állomásfőnök volt; itten a főispán kinevezte városi tiszteletbeli főmérnöknek. 1881-től 1888-ig Budapesten az igazgatóságnál működött. 1888-ban forgalmi főnök és osztályvezető volt Nagyváradon, 1889-től ugyanaz Eszéken; 1892-től Debrecenben az üzletvezetőségnél működött, 1896-tól a budapesti igazgatóság forgalmi osztályvezetője és felügyelő volt. 1876-ban ő felsége az aranyérdemkereszttel tüntette ki. 1875-ben létesítette a magyar államvasúti altisztviselők takarékegyletét, 1878-ban az ő hírlapi és társadalmi kezdeményezése következtében fölállította a Magyar Mérnök- és Építész-Egylet a tömösi honvédemléket. 1884-ban létrehozta a magyar államvasúti fogyasztási szövetkezetet.
Cikkei az Ellenőrben (1874. A magyar államvasutak kérdéséhez, 1878. 428., 430. sz. A brassó-tömösi vasut ismertetése); a Magyar Polgárban (1880. Utaink); a Nemzetben és a Vasuti és Hajózási Közlönyben (1880. A belga jubiláris kiállítás ismertetése.)

## Munkái
- Nehány szó a szamosvölgyi vasut érdekében. Kolozsvár, 1879 (névtelenül)
- A vasuti személykocsik fűtése. Bpest, 1884. Négy tábla rajzzal (különnyomat a Magyar Mérnök- és Építészegylet Közlönyéből)
- A vasuti kocsiknak alábúvás nélkül való be- és kikapcsolása. Uo. 1884. Két tábla rajzzal (különnyomat a Magyar Mérnök- és Építész-egylet Közlönyéből)
- A szoczialismus és a szegény ember levegője. Uo. 1897
- A tisztviselő levegője. Felolvasás a debreczeni jogász- és tisztviselőkörben Uo. 1898 (A két utóbbi munkában egy szellőztető készülék ismertetése foglaltatik, mely szerint a levegőt távoli egészséges helyekről szállíthatni az illető helyekre; Kugler ezen találmányára szabadalmat nyert és először alkalmazta a berlini udvari színházban; később pedig a magyar királyi államvasutaknál készültek találmányával kísérletet tenni.)